# Rosenbaum
Rosenbaum är en svensk TV-serie (deckare) från 1993 efter manus av Björn Gunnarsson och Kjell Sundvall. Den är regisserad av Kjell Sundvall. Serien baseras på romanerna om Rosenbaum skrivna av Olov Svedelid och Leif Silbersky. De tre avsnitten sändes i Kanal 1 i oktober till november 1993. Serien har även publicerats i SVT:s Öppet arkiv.

## Handling
Erland Josephson spelar en äldre judisk man, Samuel Rosenbaum, som lever ett isolerat enstöringsliv i Stockholm. Han har ett mörkt förflutet då han har förlorat hela sin familj i förintelsen, och överlevt tyska koncentrationsläger. Efter Andra världskrigets slut 1945 kom han till Sverige och har blivit en framgångsrik och flitigt anlitad försvarsadvokat. På äldre dagar återfinner han en yngre släkting, Rhea Moser (spelad av den danska skådespelaren Charlotte Seiling) som blir hans hjälpreda i de många kriminalfall han löser. Figuren Rosenbaum är nollställd och illusionslös i sitt lidelsefria sökande efter sanningen. De etiska diskussionerna är flitigt förekommande.

## Avsnitt

### Bländverk
På en porrklubb i Stockholm begås ett makabert mord och en stripteasedansös tar på sig skulden.

### Målbrott
I en skola hittas en av de kvinnliga eleverna strypt. Allt pekar på att gymnastikläraren är skyldig.

### Det sista vittnet
En tidigare anställd på ett svenskt företag med internationella kontakter hittas brutalt mördad. Allt pekar på att styrelsens ordförande begick dådet.